# Costa d'Argento (motonave)
La Costa d'Argento è una motonave di proprietà della compagnia di navigazione italiana Maregiglio.

## Servizio
Varata il 6 maggio 2021 nei Cantieri Navali Boschetti di Cesenatico con il nome di Costa d'Argento e consegnato a giugno dello stesso anno a Maregiglio. Prende servizio sul collegamento Porto Santo Stefano-Giannutri, ma non di rado anche sulle linee giornaliere di servizio di trasporto per l’Isola del Giglio,  dove opera ancora oggi.